# Avenged Sevenfold
Avenged Sevenfold, auch unter dem Kürzel A7X bekannt, ist eine US-amerikanische Metal-Band aus Huntington Beach, Kalifornien. Alleine in den USA verkaufte die Band etwa 18 Millionen Tonträger und weltweit etwa 27 Millionen. Sie wurden vom Musikmagazin Rolling Stone als die „neuen Heavy-Metal-Götter“ bezeichnet.

## Geschichte

### Gründung undSounding the Seventh Trumpet(1999–2002)
Avenged Sevenfold wurde 1999 von M. Shadows, Zacky Vengeance, The Rev und Matt Wendt in Kalifornien gegründet. Obwohl die Band nicht religiös ist, ist der von M. Shadows kreierte Name eine Adaption aus der biblischen Geschichte des Kain und Abel. In Genesis 4:15 steht: „jeder Mörder Kains – siebenfach werde er gerächt“ (auf Englisch: „[…] whomever doth slayeth Cain, vengeance shall be taken on him sevenfold.“). Wie Zacky V. auf der All Excess-DVD angibt, war außerdem Lips of Deceit ein vorgeschlagener Name. Auch die Bandmitglieder treten unter Spitznamen auf, die sie alle schon seit ihrer Schulzeit besitzen.
Zunächst wurde in den Jahren 1999 und 2000 jeweils eine Demo aufgenommen. Matt Wendt verließ die Band kurz darauf und wurde durch Justin Sane ersetzt. Mit ihm nahm die Band ihr Debütalbum Sounding the Seventh Trumpet auf, welches 2001 bei Good Life Recordings erschien. Bei den Aufnahmen waren die Bandmitglieder erst 18 Jahre alt und gingen noch zur High School. Im selben Jahr veröffentlichten sie die Warmness on the Soul-EP, auf der Synyster Gates erstmals zu hören ist. Er trat der Band Ende 1999 bei. Justin Sane wurde kurz darauf aufgrund eines Suizidversuches aus der Band entlassen und durch Dameon Ash ersetzt. Mit Synyster Gates als Leadgitarristen nahm die Band To End the Rapture erneut auf und veröffentlichte ihr Debütalbum im Jahr 2002 Hopeless Records erneut.

### Erste Erfolge undWaking the Fallen(2002–2004)

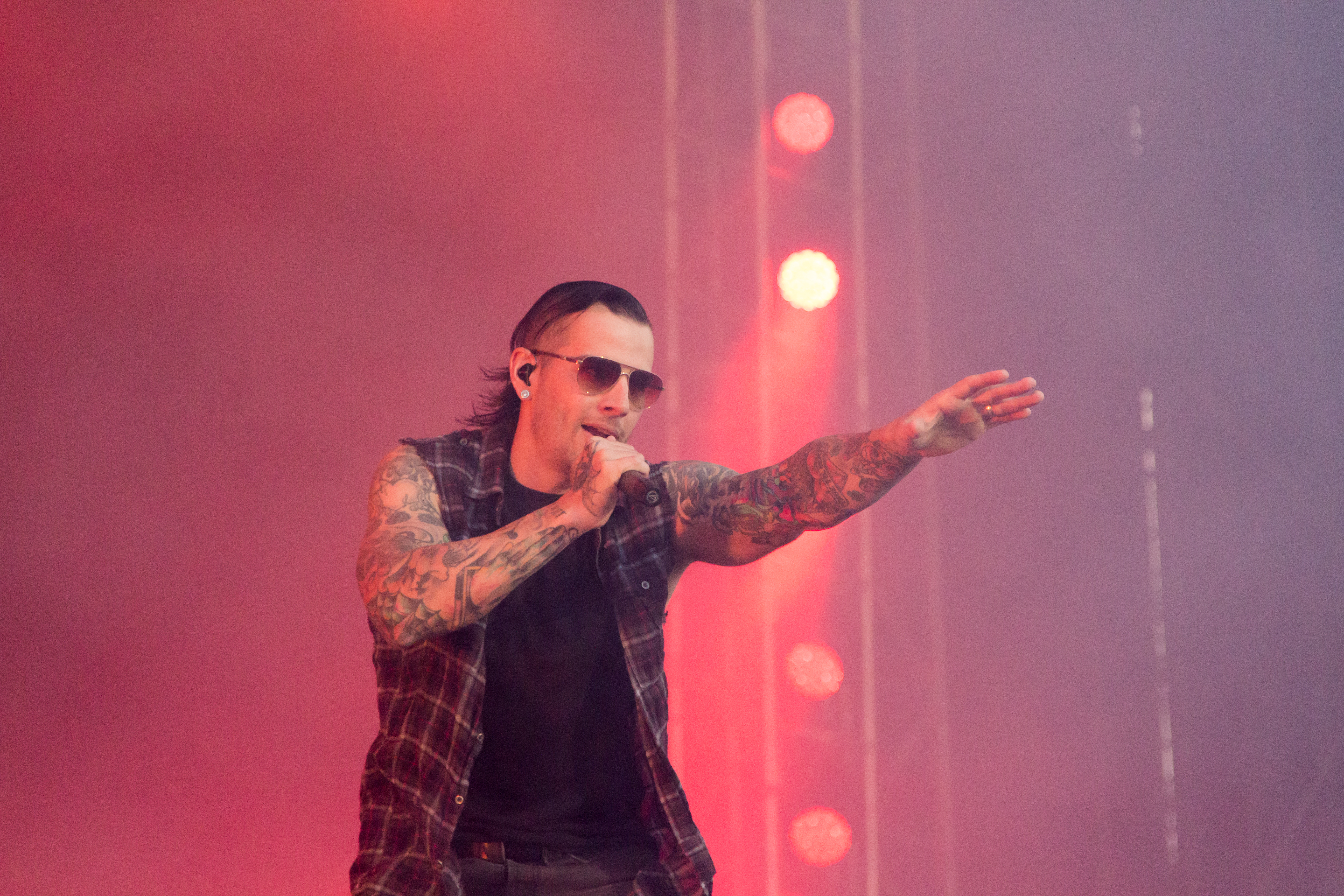
M. Shadows am Nova Rock 2014

Mit Johnny Christ am Bass nahm Avenged Sevenfold ihr zweites Album namens Waking the Fallen auf. Zu diesem Zeitpunkt erhielten sie bereits Aufmerksamkeit in der Szene und spielten unter anderem auf der Take Action Tour mit Mushroomhead und Shadows Fall. 2003 erschien schließlich Waking the Fallen bei Hopeless Records, die Band wechselte aber kurz darauf zur Warner Music Group (WMG). Ein Jahr später veröffentlichten sie ihr erstes Musikvideo für das Lied Warmness on the Soul und nahmen an mehreren Touren, unter anderem der Vans Warped Tour, teil.

### Stilbruch aufCity of Evil(2005–2006)
Ihr drittes Album, City of Evil, wurde 2005 veröffentlicht und weist im Vergleich zu den früheren Metalcore-Alben erstmals einen klassischeren Heavy-Metal-Sound auf. M. Shadows entschied schon vor den Aufnahmen des zweiten Albums, dass er auf Waking the Fallen weniger, und auf dem nachfolgenden Album, also City of Evil, gar keinen gutturalen Gesang mehr benutzen möchte. Dies wird entgegen der oftmals auftretenden Behauptung, Shadows könne aufgrund einer Stimmbandverletzung nicht mehr „screamen“, vom Manager der Band auf ihrer DVD All Excess bestätigt. Bei den MTV Video Music Awards 2006 gewannen Avenged Sevenfold einen Award für ihr Video „Bat Country“ als „Best New Artists in a Video“. Danach kündigte die Band an, mit dem Schreiben neuer Songs zu beginnen.

### Avenged Sevenfold(2007–2009)

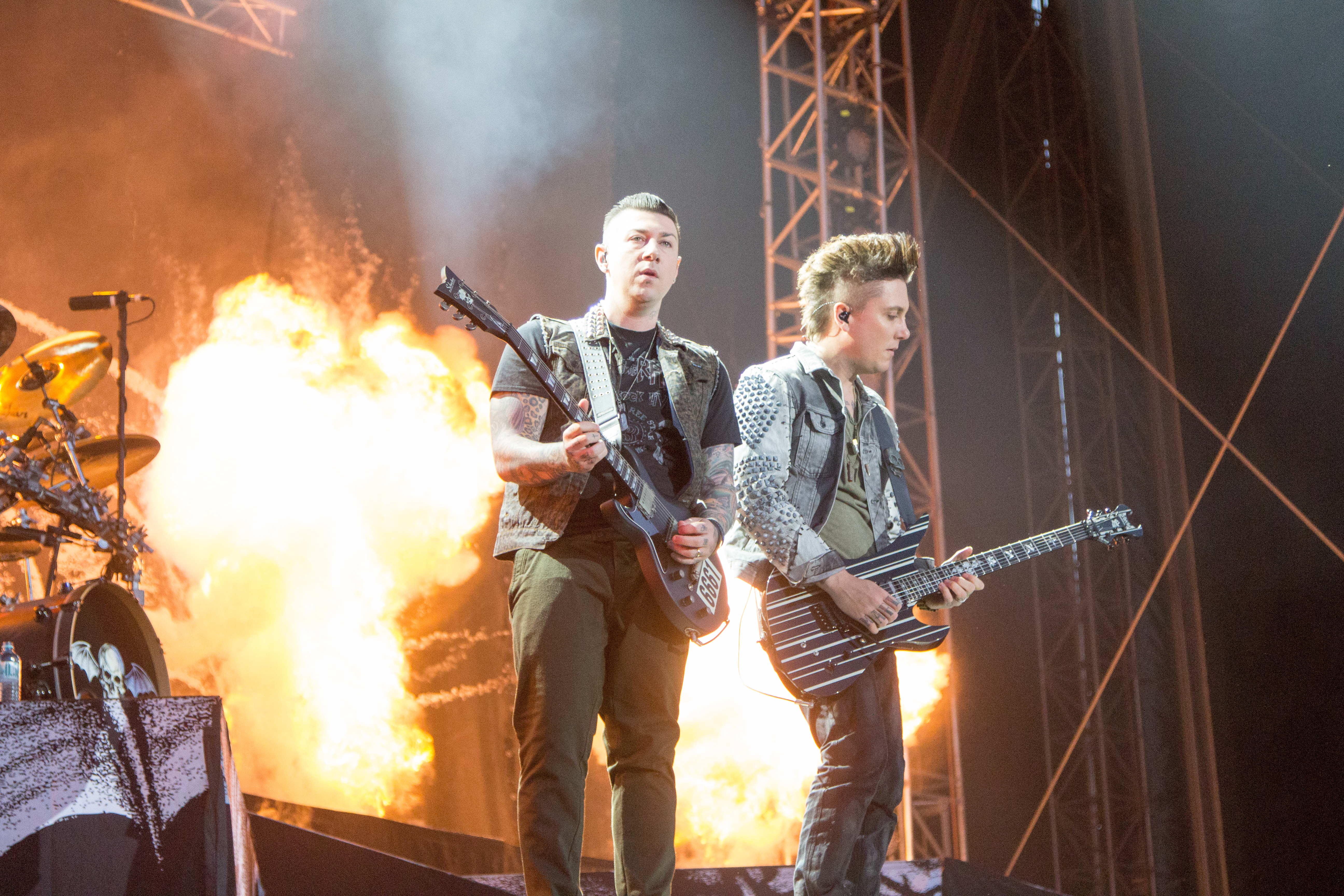
Zack Vengeance und Synyster Gates am Nova Rock 2014

Das vierte Album trägt den Titel Avenged Sevenfold und erschien am 30. Oktober 2007 beim amerikanischen Label Warner Brothers, in Deutschland bereits vier Tage vorher. Wie beim Vorgängeralbum entfernt sich die Band in Avenged Sevenfold vollständig vom Metalcore-Genre. Die Riffstrukturen in „Almost Easy“, „Critical Acclaim“ oder „Scream“ sind beispielsweise vergleichbar mit denen des Heavy Metals. Insgesamt wird das Album aber meist dem Hard Rock zugeordnet.

### Der Tod von Jimmy „The Rev“ Sullivan (2009)
Der Schlagzeuger The Rev starb am 28. Dezember 2009 im Alter von 28 Jahren. Seine Leiche wurde in seinem Haus in Kalifornien gefunden. Fremdeinwirkung wurde von der Polizei als unwahrscheinlich betrachtet. Erst im Juni 2010 wurde bekannt, dass Sullivan an einer Überdosis von verschreibungspflichtigen Medikamenten und Alkohol verstorben war. Er hatte Oxymorphon und Oxycodon, zwei Schmerzmittel, Diazepam und Nordazepam, Medikamente gegen Angstzustände, sowie Alkohol zu sich genommen. Zudem litt er an Kardiomegalie, einer Vergrößerung des Herzens. Jimmy Sullivan wurde am 6. Januar 2010 beigesetzt, anwesend waren neben der Familie und den Mitgliedern von Avenged Sevenfold auch Matt Tuck von Bullet for My Valentine, der ehemalige Pantera-Schlagzeuger Vinnie Paul sowie einige Mitglieder von Buckcherry und My Chemical Romance. Die Grabrede hielt Bandkollege und bester Freund Synyster Gates.

### Nightmare(2010)

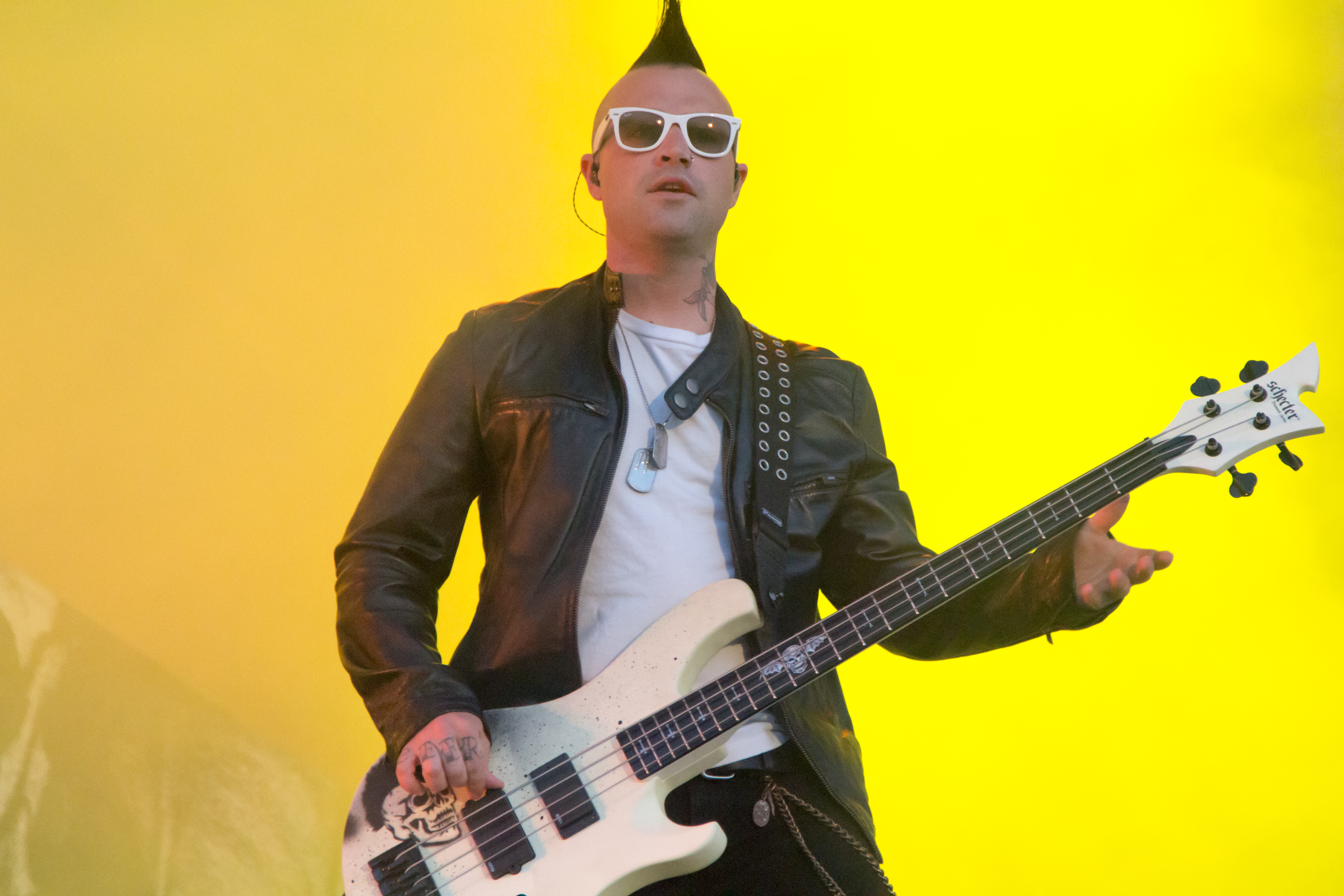
Johnny Christ am Nova Rock 2014

Am 17. Februar 2010 gab die Band bekannt, dass sie die Aufnahmen an ihrem fünften Album wieder aufgenommen haben. Mit Mike Portnoy, damals noch Schlagzeuger der Band Dream Theater und Vorbild des verstorbenen Sullivan, wurden die Aufnahmen fortgeführt. Das Album, welches am 27. Juli 2010 erschien, wurde ihm gewidmet. Sullivan selbst ist auf dem neuen Album zu hören, da einzelne Aufnahmen schon vor seinem Tod aufgenommen wurden. Am 18. Mai 2010 wurde der Titeltrack „Nightmare“ als Single veröffentlicht. Das Video zur Single erschien knapp zwei Monate später am 17. Juli 2010. Aufgrund eines Labelwechsels der Band in Deutschland erschien das für den 23. Juli angekündigte sechste Studioalbum „Nightmare“ erst am 27. August 2010. Kurz vor der Veröffentlichung des Albums begann die Band mit einer Promo-Tour, die sie auch durch Europa führte. Für Deutschland waren Konzerte in München, Köln und Hamburg geplant. Ersteres wurde jedoch aufgrund einer Erkrankung innerhalb der Band kurz vor Beginn wieder abgesagt.

### Touring und kreative Pause (2011–2012)
Die Band schloss ihre erfolgreiche Welttournee mit einem Konzert im Irak für die dort stationierten Truppen des amerikanischen Militärs ab. Für 2011 kündigten sie die Nightmare After Christmas-Tour an, welche jedoch ohne Mike Portnoy stattfinden würde. Dieser gab am 16. Dezember 2010 seinen Ausstieg aus der Band bekannt. Am 13. Januar wurde bekannt gegeben, dass Avenged Sevenfold auch bei Rock am Ring und Rock im Park auftreten wird. Dies war der erste Auftritt innerhalb Deutschlands mit einem neuen Schlagzeuger. Dieser heißt Arin Ilejay und wurde von der Band am 20. Januar 2011 als Nachfolger von The Rev vorgestellt.
Am 3. Mai 2011 gab die Band auf ihrer Webseite bekannt, dass die neue Single „Not Ready to Die“ der Titelsong zum neuen Call of Duty: Black Ops DLC Escalation sein wird. Eine Woche später veröffentlichten sie außerdem das Musikvideo zum Lied So Far Away, welches sich inhaltlich um The Rev dreht und unter anderem bisher unveröffentlichte Bilder und Videoaufnahmen von diesem zeigt. Am 17. Mai gab die Band bekannt, dass sie auch 2011 an der Rockstar Uproar Tour als Headliner teilnehmen werden. Außerdem ist eine Australien-Tour geplant. Aus diesem Anlass wird ab dem 22. Juli eine exklusive Australian Tour Edition des Nightmare-Albums zu kaufen sein. Zusätzlich zu dem Album enthält dieses Bundle die DVD Live in the LBC und das Diamonds-in-the-Rough-Album. In einem Interview gab Shadows einige Pläne für die Zukunft bekannt. So habe die Band vor, nach der jetzigen Rockstar-Uproar-Tour eine Pause einzulegen und danach mit dem Schreiben neuer Lieder zu beginnen. Die jetzige Tour sei außerdem eine gute Möglichkeit, um zu sehen, ob Arin mit dem Tour-Leben klarkommt. Auch auf dem nächsten Album soll Arin als Schlagzeuger der Band vertreten sein. So soll sichergestellt werden, dass die Mitglieder auch im Studio gut zusammenpassen.
Im April 2012 gab die Band in einem Interview bekannt, an einer weiteren DVD zu arbeiten. Dafür wurden auf der Tour durch Asien verschiedene Auftritte mitgeschnitten. Am 24. September des Jahres wurde das Lied Carry On veröffentlicht, welches in dem Spiel Call of Duty: Black Ops II nach Abschluss der Story bei einem computeranimierten Konzert gespielt wird.

### Hail to the King(2013)
Am 14. April 2013 gab die Band bekannt, dass ein neues Album erscheinen soll. Für das Album kündigte die Band an, dass sich ihr Stil weiterentwickelt hat und das Album viel rhythmischer werden soll und allgemein lange ausgedehnte Riffs die Stücke beherrschen. Für dieses Album ist eine Europa-Tour mit Device und Five Finger Death Punch im November geplant. Am 27. Juni des Jahres wurde durch eine Schnitzeljagd der Name und das Veröffentlichungsdatum des Albums aufgedeckt. Es heißt „Hail to the King“ und wurde am 23. August 2013 in Deutschland und vier Tage später auch in Amerika veröffentlicht.
Am 26. August erschien Waking the Fallen: Resurrected, eine neugemischte Ausgabe des 2004 erschienenen Albums. Wenig später, am 16. Oktober 2014, erschien das sich seit zwei Jahren in der Entwicklung befundene „Hail to the King: Deathbat“ für Android- und Apple-Produkte. In einem Reddit-AMA am gleichen Tag gab Leadsänger M. Shadows des Weiteren bekannt, dass im kommenden Jahr kein Album erscheinen wird und an einer DVD mit dem Titel „This Is Bat Country“ gearbeitet wird. Allerdings soll 2015 eine kurze weltweite Tour stattfinden.

### The Stage (Oktober 2016)
Die Band tourte im Januar 2015 durch Asien, um dort Länder zu besuchen, in denen sie zuvor nicht aufgetreten waren.
Im Juli 2015 gab die Band drei Konzerte und zog sich danach ins Studio zurück, um das siebte Album aufzunehmen, das unter dem Namen The Stage am 28. Oktober 2016 erschien.
Am 23. Juli 2015 gab Avenged Sevenfold bekannt, sich von Schlagzeuger Arin Ilejay getrennt zu haben. Im November des gleichen Jahres wurde schließlich Brooks Wackerman, der ehemalige Schlagzeuger von Bad Religion als Nachfolger Arins bestätigt.

## Mitglieder
| Momentane Mitglieder - M. Shadows – Gesang, Keyboard (seit 1999) - Zacky Vengeance – Rhythmusgitarre, Akustikgitarre, Hintergrundgesang (seit 1999) - Synyster Gates – Lead-Gitarre, Hintergrundgesang (seit 2000) - Johnny Christ – E-Bass (seit 2003) - Brooks Wackerman – Schlagzeug (seit 2015) | Ehemalige Mitglieder - Matt Wendt – Bass (1999–2000) - Justin Sane – Bass, Piano (2000–2002) - Dameon Ash – Bass (2002–2003) - The Rev – Schlagzeug, Piano, Hintergrundgesang (1999–2009) - Arin Ilejay – Schlagzeug (2011–2015) |
| Tour-Mitglieder - Mike Portnoy – Schlagzeug (2010–2011) | |

## Diskografie
Studioalben

| Jahr | Titel Musiklabel                                 | Höchstplatzierung, Gesamtwochen, AuszeichnungChartplatzierungen (Jahr, Titel, Musiklabel, Platzierungen, Wochen, Auszeichnungen, Anmerkungen) | Höchstplatzierung, Gesamtwochen, AuszeichnungChartplatzierungen (Jahr, Titel, Musiklabel, Platzierungen, Wochen, Auszeichnungen, Anmerkungen) | Höchstplatzierung, Gesamtwochen, AuszeichnungChartplatzierungen (Jahr, Titel, Musiklabel, Platzierungen, Wochen, Auszeichnungen, Anmerkungen) | Höchstplatzierung, Gesamtwochen, AuszeichnungChartplatzierungen (Jahr, Titel, Musiklabel, Platzierungen, Wochen, Auszeichnungen, Anmerkungen) | Höchstplatzierung, Gesamtwochen, AuszeichnungChartplatzierungen (Jahr, Titel, Musiklabel, Platzierungen, Wochen, Auszeichnungen, Anmerkungen) | Höchstplatzierung, Gesamtwochen, AuszeichnungChartplatzierungen (Jahr, Titel, Musiklabel, Platzierungen, Wochen, Auszeichnungen, Anmerkungen) | Anmerkungen                                                             |
| Jahr | Titel Musiklabel                                 | DE | AT | CH | UK | US | Rock | Anmerkungen                                                             |
| ---- | ------------------------------------------------ | --- | --- | --- | --- | --- | --- | ----------------------------------------------------------------------- |
| 2001 | Sounding the Seventh Trumpet Hopeless Records    | — | — | — | — | — | — | Erstveröffentlichung: 31. Januar 2001 Re-Release: 19. März 2002         |
| 2003 | Waking the Fallen Hopeless Records               | DE48 a (1 Wo.)DE | AT35 a (1 Wo.)AT | — | UK35 a Gold · (1 Wo.)UK | US10 a Platin · (5 Wo.)US | — | Erstveröffentlichung: 26. August 2003 Re-Release: 25. August 2014       |
| 2005 | City of Evil Warner Music                        | — | — | — | UK63 Gold · (1 Wo.)UK | US30 Platin · (61 Wo.)US | Rock13 (7 Wo.)Rock | Erstveröffentlichung: 6. Juni 2005                                      |
| 2007 | Avenged Sevenfold Warner Music                   | — | — | — | UK24 Gold · (3 Wo.)UK | US4 Platin · (75 Wo.)US | Rock1 (11 Wo.)Rock | Erstveröffentlichung: 30. Oktober 2007                                  |
| 2010 | Nightmare Warner Music                           | DE36 (1 Wo.)DE | AT33 (1 Wo.)AT | CH65 (1 Wo.)CH | UK5 Gold · (8 Wo.)UK | US1 Platin · (70 Wo.)US | Rock1 (76 Wo.)Rock | Erstveröffentlichung: 27. Juli 2010 #1 in Finnland                      |
| 2013 | Hail to the King Warner Music                    | DE5 (4 Wo.)DE | AT3 (6 Wo.)AT | CH5 (5 Wo.)CH | UK1 Gold · (6 Wo.)UK | US1 Platin · (60 Wo.)US | Rock1 (62 Wo.)Rock | Erstveröffentlichung: 23. August 2013 #1 in Finnland, Irland und Kanada |
| 2016 | The Stage Selbstverlag/Capitol Records           | DE14 (2 Wo.)DE | AT10 (5 Wo.)AT | CH17 (2 Wo.)CH | UK13 (3 Wo.)UK | US4 (10 Wo.)US | Rock1 (13 Wo.)Rock | Erstveröffentlichung: 28. Oktober 2016                                  |
| 2023 | Life Is But a Dream… Selbstverlag / Warner Music | DE27 (1 Wo.)DE | AT22 (1 Wo.)AT | CH36 (1 Wo.)CH | UK21 (1 Wo.)UK | US13 (2 Wo.)US | Rock3 (1 Wo.)Rock | Erstveröffentlichung: 2. Juni 2023                                      |

grau schraffiert: keine Chartdaten aus diesem Jahr verfügbar